# جايسون ويب
جايسون ويب (23 سبتمبر 1973 بباراناك في الفلبين - ) هو لاعب كرة سلة فلبيني في مركز الهجوم خلفي. لعب مع Sta. Lucia Realtors ‏.